# Mistrzostwa Świata w Lekkoatletyce 1983 – bieg na 100 m mężczyzn

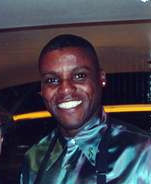
Mistrz świata Carl Lewis

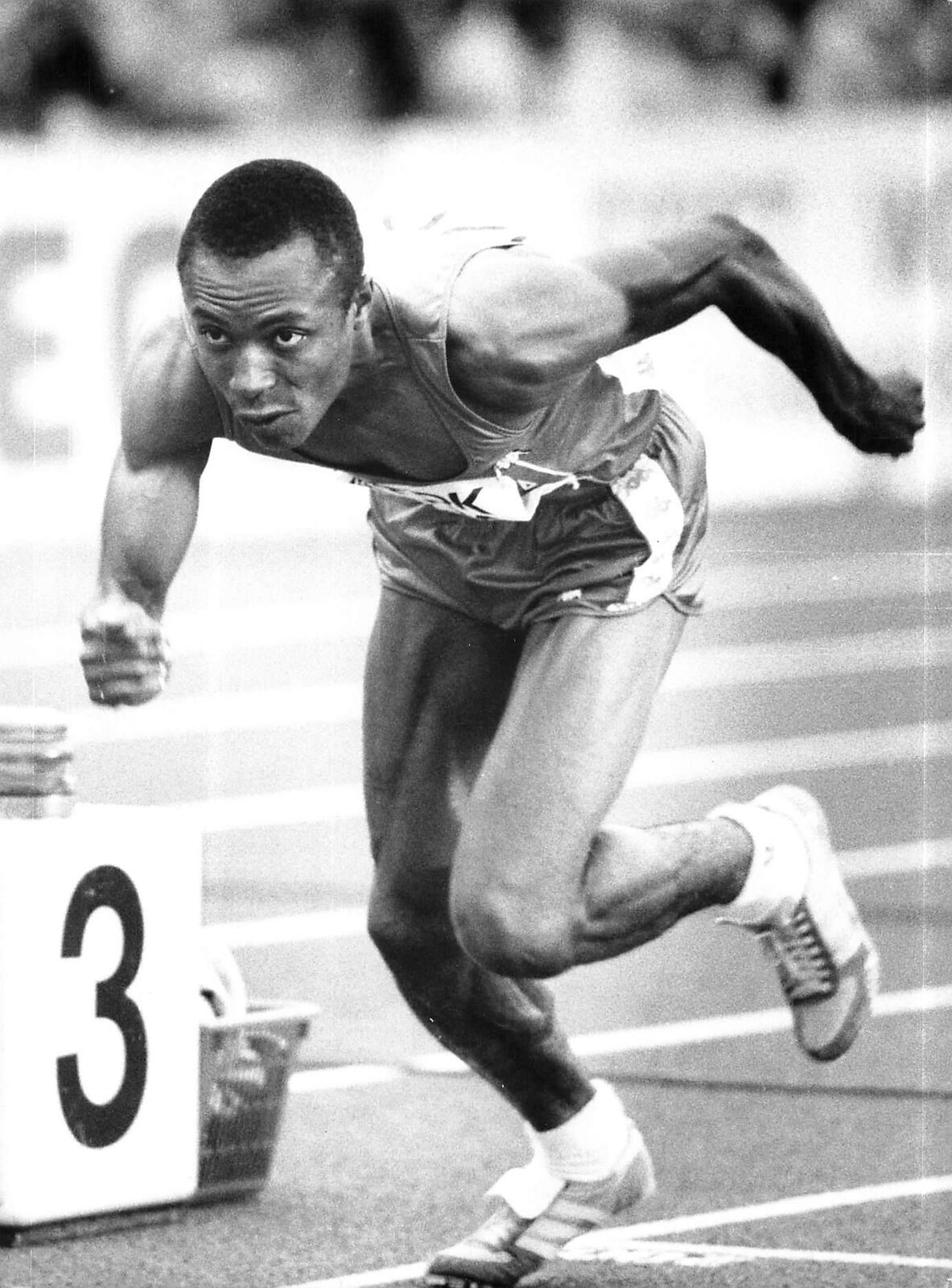
Wicemistrz świata Calvin Smith

Bieg na 100 metrów mężczyzn – jedna z konkurencji biegowych rozgrywanych podczas lekkoatletycznych mistrzostw świata w 1983 na Stadionie Olimpijskim w Helsinkach.

## Terminarz
| Data       |              |
| ---------- | ------------ |
| 7 sierpnia | Eliminacje   |
| 7 sierpnia | Ćwierćfinały |
| 8 sierpnia | Półfinały    |
| 8 sierpnia | Finał        |

## Rekordy
|               | Zawodnik     | Wynik | Miejsce          | Data              |
| ------------- | ------------ | ----- | ---------------- | ----------------- |
| Rekord świata | Calvin Smith | 9,93  | Colorado Springs | 3 lipca 1983(dts) |

## Wyniki

### Eliminacje
Rozegrano 9 biegów eliminacyjnych. Z każdego biegu trzech najlepszych zawodników automatycznie awansowało do ćwierćfinałów (Q). Skład ćwierćfinalistów uzupełniło pięciu najszybszych sprinterów spoza pierwszej trójki ze wszystkich biegów eliminacyjnych (q).

### Bieg 1
| Poz. | Imię i nazwisko   | Narodowość        | Wynik | Uwagi |
| ---- | ----------------- | ----------------- | ----- | ----- |
| 1    | Luke Watson       | Wielka Brytania   | 10,64 | Q     |
| 2    | Walentin Atanasow | Bułgaria          | 10,68 | Q     |
| 3    | Lester Benjamin   | Antigua i Barbuda | 10,76 | Q     |
| 4    | Mohamed Purnomo   | Indonezja         | 10,78 |       |
| 5    | Thurston Ross     | Trynidad i Tobago | 11,08 |       |
| 6    | Peni Bati         | Fidżi             | 11,11 |       |
|      | Şükrü Çaprazlı    | Turcja            | DNS   |       |

### Bieg 2
| Poz. | Imię i nazwisko   | Narodowość      | Wynik | Uwagi |
| ---- | ----------------- | --------------- | ----- | ----- |
| 1    | Juan Núñez        | Dominikana      | 10,38 | Q     |
| 2    | Innocent Egbunike | Nigeria         | 10,44 | Q     |
| 3    | Ben Johnson       | Kanada          | 10,45 | Q     |
| 4    | Everard Samuels   | Jamajka         | 10,57 | q     |
| 5    | Omar Faye         | Gambia          | 10,76 |       |
| 6    | Hwang Chian-Shin  | Chińskie Tajpej | 10,82 |       |
| 7    | John Albertie     | Saint Lucia     | 10,90 |       |
| 8    | Joske Teabuge     | Nauru           | 12,20 |       |

### Bieg 3
| Poz. | Imię i nazwisko        | Narodowość        | Wynik | Uwagi |
| ---- | ---------------------- | ----------------- | ----- | ----- |
| 1    | Carl Lewis             | Stany Zjednoczone | 10,34 | Q     |
| 2    | Cameron Sharp          | Wielka Brytania   | 10,44 | Q     |
| 3    | Osvaldo Lara           | Kuba              | 10,47 | Q     |
| 4    | Earl Haley             | Gujana            | 10,77 |       |
| 5    | Earle Laing            | Jamajka           | 10,91 |       |
| 6    | Pit Rapuan             | Malezja           | 11,03 |       |
| 7    | Vicente Daniel Ibrahim | Mozambik          | 11,20 |       |

### Bieg 4
| Poz. | Imię i nazwisko | Narodowość | Wynik | Uwagi |
| ---- | --------------- | ---------- | ----- | ----- |
| 1    | Desai Williams  | Kanada     | 10,31 | Q     |
| 2    | Paul Narracott  | Australia  | 10,38 | Q     |
| 3    | Frank Emmelmann | NRD        | 10,40 | Q     |
| 4    | Jouko Hassi     | Finlandia  | 10,58 |       |
| 5    | Gregory Simons  | Bermudy    | 10,78 |       |
| 6    | Moussa Savadogo | Mali       | 10,88 |       |
| 7    | Alan Zammit     | Malta      | 11,25 |       |
| 8    | José Flores     | Honduras   | 11,31 |       |

### Bieg 5
| Poz. | Imię i nazwisko   | Narodowość        | Wynik | Uwagi |
| ---- | ----------------- | ----------------- | ----- | ----- |
| 1    | Calvin Smith      | Stany Zjednoczone | 10,30 | Q     |
| 2    | Ferenc Kiss       | Węgry             | 10,45 | Q     |
| 3    | Marian Woronin    | Polska            | 10,50 | Q     |
| 4    | Robson da Silva   | Brazylia          | 10,51 | q     |
| 5    | Joseph Leota      | Samoa             | 10,92 |       |
| 6    | Georges Taniel    | Vanuatu           | 11,02 |       |
| 7    | Nguyễn Trương Hòa | Wietnam           | 11,16 |       |

### Bieg 6
| Poz. | Imię i nazwisko       | Narodowość        | Wynik | Uwagi |
| ---- | --------------------- | ----------------- | ----- | ----- |
| 1    | Pierfrancesco Pavoni  | Włochy            | 10,33 | Q     |
| 2    | Emmit King            | Stany Zjednoczone | 10,41 | Q     |
| 3    | Thomas Schröder       | NRD               | 10,41 | Q     |
| 4    | Gerrard Keating       | Australia         | 10,57 | q     |
| 5    | Kosmas Stratos        | Grecja            | 10,65 |       |
| 6    | Christopher Madzokere | Zimbabwe          | 10,84 |       |
| 7    | Rubén Inácio          | Angola            | 10,92 |       |

### Bieg 7
| Poz. | Imię i nazwisko          | Narodowość      | Wynik | Uwagi |
| ---- | ------------------------ | --------------- | ----- | ----- |
| 1    | Allan Wells              | Wielka Brytania | 10,37 | Q     |
| 2    | Christian Haas           | RFN             | 10,39 | Q     |
| 3    | Chidi Imoh               | Nigeria         | 10,55 | Q     |
| 4    | Nikołaj Sidorow          | ZSRR            | 10,59 |       |
| 5    | Wilfredo Almonte         | Dominikana      | 10,72 |       |
| 6    | Giorgio Mautiño Batuello | Peru            | 10,85 |       |
| 7    | Banana Jarjue            | Gambia          | 11,04 |       |
| 8    | Trevor Davis             | Anguilla        | 11,53 |       |

### Bieg 8
| Poz. | Imię i nazwisko        | Narodowość                           | Wynik   | Uwagi |
| ---- | ---------------------- | ------------------------------------ | ------- | ----- |
| 1    | Ray Stewart            | Jamajka                              | 10,22 w | Q     |
| 2    | Christopher Brathwaite | Trynidad i Tobago                    | 10,33 w | Q     |
| 3    | Ernest Obeng           | Ghana                                | 10,35 w | Q     |
| 4    | István Tatár           | Węgry                                | 10,45 w | q     |
| 5    | Harouna Pale           | Górna Wolta                          | 10,58 w |       |
| 6    | Neville Hodge          | Wyspy Dziewicze Stanów Zjednoczonych | 10,59 w |       |
| 7    | Laoui Adnan Abou       | Jordania                             | 11,17 w |       |

### Bieg 9
| Poz. | Imię i nazwisko       | Narodowość      | Wynik | Uwagi |
| ---- | --------------------- | --------------- | ----- | ----- |
| 1    | Leandro Peñalver      | Kuba            | 10,24 | Q     |
| 2    | Tony Sharpe           | Kanada          | 10,31 | Q     |
| 3    | Wiktor Bryzhin        | ZSRR            | 10,33 | Q     |
| 4    | Antoine Richard       | Francja         | 10,34 | q     |
| 5    | Suchart Jairsuraparp  | Tajlandia       | 10,63 |       |
| 6    | Jean-Yves Mallat      | Liban           | 11,04 |       |
| 7    | Mohamad Ismail Bakaki | Afganistan      | 12,33 |       |
| –    | Lee Kuo-Sheng         | Chińskie Tajpej | DNS   |       |

### Ćwierćfinały
Rozegrano 4 biegi ćwierćfinałowe. Z każdego biegu 4 najlepszych zawodników awansowało do następnej rundy (Q).

### Bieg 1
| Poz. | Imię i nazwisko   | Narodowość        | Wynik | Uwagi |
| ---- | ----------------- | ----------------- | ----- | ----- |
| 1    | Calvin Smith      | Stany Zjednoczone | 10,27 | Q     |
| 2    | Tony Sharpe       | Kanada            | 10,36 | Q     |
| 3    | Paul Narracott    | Australia         | 10,37 | Q     |
| 4    | Thomas Schröder   | NRD               | 10,45 | Q     |
| 5    | Ernest Obeng      | Ghana             | 10,51 |       |
| 6    | Innocent Egbunike | Nigeria           | 10,52 |       |
| 7    | Luke Watson       | Wielka Brytania   | 10,57 |       |
| 8    | Everard Samuels   | Jamajka           | 10,65 |       |

### Bieg 2
| Poz. | Imię i nazwisko        | Narodowość        | Wynik | Uwagi |
| ---- | ---------------------- | ----------------- | ----- | ----- |
| 1    | Carl Lewis             | Stany Zjednoczone | 10,20 | Q     |
| 2    | Ray Stewart            | Jamajka           | 10,37 | Q     |
| 3    | Cameron Sharp          | Wielka Brytania   | 10,41 | Q     |
| 4    | Frank Emmelmann        | NRD               | 10,46 | Q     |
| 5    | Christopher Brathwaite | Trynidad i Tobago | 10,57 |       |
| 6    | Robson da Silva        | Brazylia          | 10,60 |       |
| 7    | Marian Woronin         | Polska            | 10,72 |       |
| 8    | Lester Benjamin        | Antigua i Barbuda | 10,86 |       |

### Bieg 3
| Poz. | Imię i nazwisko | Narodowość      | Wynik | Uwagi |
| ---- | --------------- | --------------- | ----- | ----- |
| 1    | Desai Williams  | Kanada          | 10,31 | Q     |
| 2    | Allan Wells     | Wielka Brytania | 10,37 | Q     |
| 3    | Juan Núñez      | Dominikana      | 10,39 | Q     |
| 4    | Osvaldo Lara    | Kuba            | 10,44 | Q     |
| 5    | Chidi Imoh      | Nigeria         | 10,45 |       |
| 6    | Wiktor Bryzhin  | ZSRR            | 10,55 |       |
| 7    | Gerrard Keating | Australia       | 10,59 |       |
| 8    | István Tatár    | Węgry           | 10,65 |       |

### Bieg 4
| Poz. | Imię i nazwisko      | Narodowość        | Wynik | Uwagi |
| ---- | -------------------- | ----------------- | ----- | ----- |
| 1    | Emmit King           | Stany Zjednoczone | 10,30 | Q     |
| 2    | Christian Haas       | RFN               | 10,36 | Q     |
| 3    | Leandro Peñalver     | Kuba              | 10,38 | Q     |
| 4    | Ben Johnson          | Kanada            | 10,40 | Q     |
| 5    | Pierfrancesco Pavoni | Włochy            | 10,44 |       |
| 6    | Antoine Richard      | Francja           | 10,44 |       |
| 7    | Ferenc Kiss          | Węgry             | 10,53 |       |
| 8    | Walentin Atanasow    | Bułgaria          | 10,63 |       |

### Półfinały
Rozegrano 2 biegi półfinałowe. Z każdego biegu 4 najlepszych zawodników awansowało do finału (Q).

### Bieg 1
| Poz. | Imię i nazwisko  | Narodowość        | Wynik   | Uwagi |
| ---- | ---------------- | ----------------- | ------- | ----- |
| 1    | Calvin Smith     | Stany Zjednoczone | 10,22 w | Q     |
| 2    | Allan Wells      | Wielka Brytania   | 10,35 w | Q     |
| 3    | Juan Núñez       | Dominikana        | 10,36 w | Q     |
| 4    | Emmit King       | Stany Zjednoczone | 10,36 w | Q     |
| 5    | Frank Emmelmann  | NRD               | 10,40 w |       |
| 6    | Ben Johnson      | Kanada            | 10,44 w |       |
| 7    | Tony Sharpe      | Kanada            | 10,44 w |       |
| 8    | Leandro Peñalver | Kuba              | 10,47 w |       |

### Bieg 2
| Poz. | Imię i nazwisko | Narodowość        | Wynik | Uwagi |
| ---- | --------------- | ----------------- | ----- | ----- |
| 1    | Carl Lewis      | Stany Zjednoczone | 10,28 | Q     |
| 2    | Paul Narracott  | Australia         | 10,38 | Q     |
| 3    | Desai Williams  | Kanada            | 10,39 | Q     |
| 4    | Christian Haas  | RFN               | 10,39 | Q     |
| 5    | Ray Stewart     | Jamajka           | 10,40 |       |
| 6    | Cameron Sharp   | Wielka Brytania   | 10,43 |       |
| 7    | Osvaldo Lara    | Kuba              | 10,48 |       |
| 8    | Thomas Schröder | NRD               | 10,52 |       |

### Finał
| Poz. | Imię i nazwisko | Narodowość        | Wynik |
| ---- | --------------- | ----------------- | ----- |
| 1    | Carl Lewis      | Stany Zjednoczone | 10,07 |
| 2    | Calvin Smith    | Stany Zjednoczone | 10,21 |
| 3    | Emmit King      | Stany Zjednoczone | 10,24 |
| 4    | Allan Wells     | Wielka Brytania   | 10,27 |
| 5    | Juan Núñez      | Dominikana        | 10,29 |
| 6    | Christian Haas  | RFN               | 10,32 |
| 7    | Paul Narracott  | Australia         | 10,33 |
| 8    | Desai Williams  | Kanada            | 10,36 |